# Мањадворци
Мањадворци (итал. Magnaduorzi) је насељено место у саставу општине Барбан у Истарској жупанији, Хрватска. До територијалне реорганизације у Хрватској налазили су се у саставу старе општине Пула.

## Становништво
Према последњем попису становништва из 2011. године у насељу Мањадворци живело је 187 становника.
| година пописа  | 1857 | 1869 | 1880 | 1890 | 1900 | 1910 | 1921 | 1931 | 1948 | 1953 | 1961 | 1971 | 1981 | 1991 | 2001 | 2011 |
| бр. становника | 0    | 0    | 151  | 145  | 150  | 208  | 0    | 0    | 240  | 237  | 242  | 214  | 201  | 186  | 173  | 187  |

Напомена:У 1857. 1869. 1921. и 1931.подаци су садржани у насељу Ракаљ, иопштина Марчана и Шајини